# سندروس
السَنْدَرُوس شجرة من الفصيلة الصنوبرية لها خشب قاسٍ عَطِر، واسمها سندروس رباعي المصاريع. الزرنيخ الأحمر هو صمغ السندَرُوس وهو راتنج يُؤخَذ من خشب السندروس الذي يُقال له خشب «الكَبَّاد».

## في التراث
وصف أبو الخير الحسني في القرن العاشر الهجري خلط راتنج السندروس بمادة سماها ما معناه «زيت النفط الخالص»، وهو ما يسمى الآن روح النفط [الإنجليزية] (اسبرتو)، وذلك لتحضير ورنيش مقاوم للماء.
يستعمل السندروس في صناعة خرز المسابح، ويعرف السندروس بلغة أهل الشام: كارب.